# Florencio Fontecilla
Florencio Eduardo Fontecilla Sánchez (Santiago, 22 de febrero de 1854-1 de marzo de 1909) fue un sacerdote católico chileno. Fue capellán del ejército en campaña durante la Guerra del Pacífico y obispo de La Serena.

## Biografía
Fue hijo del doctor Pedro Eleodoro Fontecilla López de Sotomayor y Clara Teresa Sánchez Fontecilla.
Fue ordenado a la arquidiócesis de Santiago de Chile como diácono el 11 de junio de 1877, y sacerdote el 22 de septiembre de 1877. En su primer año de sacerdocio, fue capellán de la iglesia de San Juan Evangelista.
Durante la Guerra del Pacífico, fue nombrado capellán del ejército el 9 de abril de 1879. En agosto de ese año fue nombrado capellán mayor. Tomó parte en las batallas de Chorrillos y de Miraflores, además de la entrada a Lima.
Fue nombrado vicario apostólico de Antofagasta entre 1882 y 1887. Además, fue nombrado para el liderazgo de la diócesis de La Serena el 26 de junio de 1890, y su ordenación como obispo fue el 8 de septiembre siguiente.
Murió en el cargo de obispo a los 55 años.